# Hadena reducta
Hadena reducta är en fjärilsart som beskrevs av Max Wilhelm Karl Draudt 1924. Hadena reducta ingår i släktet Hadena och familjen nattflyn. Inga underarter finns listade i Catalogue of Life.